# Russell Boyd
Russell Boyd, född 1944, är en australisk filmfotograf.

## Filmografi (i urval)
- 1975 – Utflykt i det okända
- 1981 – Gallipoli
- 1983 – På nåd och onåd
- 1990 – Blodsed
- 1992 – White Men Can't Jump
- 1996 – Tin Cup
- 2003 – Master and Commander – Bortom världens ände

## Priser och utmärkelser
- BAFTA Award för bästa foto, för Utflykt i det okända,  24 mars 1977[3]
- Oscar för bästa foto, för Master and Commander - Bortom världens ände,  29 februari 2004[4]
- Officer av Australienorden,  14 juni 2021[5]

[Redigera Wikidata]